# Bataille de Kōnodai (1538)
Pour les articles homonymes, voir Bataille de Kōnodai.
La bataille de Kōnodai de 1538 a lieu au cours de l'époque Sengoku de l'histoire du Japon, menée par Hōjō Ujitsuna, chef des Hōjō, contre les forces combinées de Satomi Yoshitaka et Ashikaga Yoshiaki (Oyumi). 
Après une longue bataille menée entre Hōjō et les forces alliées, Ujitsuna apparaît comme le vainqueur.

## Source de la traduction
- (en) Cet article est partiellement ou en totalité issu de l’article de Wikipédia en anglais intitulé « Battle of Kōnodai (1538) » (voir la liste des auteurs).